# Плаутила Нели
Плаутила Нели (1524 — 1588) била је италијанска ренесансна сликарка. По некима, била је први женски сликар ове епохе у Фиренци. Била је и монахиња и чланица доминиканског реда.

## Биографија
Полисена Маргерита Нели рођена је 1524. године у Фиренци, у имућној трговачкој породици. Замонашила се са четрнаест година и узела монашко име Плаутила. Живела је у доминиканском манастиру Св. Катарине у Фиренци.
Овај манастир је водио Ђироламо Савонарола, утицајни калуђер који је накратко владао Фиренцом, а касније био проглашен за јеретика и спаљен на ломачи. Верује се да је имао велики утицај на Нелијеву. По Савонаролином учењу, једна од дужности религиозних жена било је сликање у име Бога, па је овај манастир био важан центар женског сликарства у Фиренци. Сестра Плаутила је била самоука. Њен таленат је био веома цењен и често је сликала по наруџбинама многих племића. Подучавала је и друге часне сестре.

## Стваралаштво
Као самоука уметница, Плаутила Нели је учила и вежбала копирајући радове уметника као што су Ањоло Бронзино и Андреа дел Сарто, а посебно су за њу била значајна дела фра Бартоломеа. Све њене слике су имале верске мотиве. Потписивала их је фразом "Молите се за уметницу", да би се знало ког је пола њихов аутор. Обраћала је пажњу и на најситније детаље, а ликове представљала са веома експресивним изразима лица и јасним говором тела. Недвосмисленост је главна карактеристика њеног стила.
Њено најзначајније дело је Последња вечера, насликано уљем на платну. Такође је и веома амбициозно, будући да се пре овога бавила најчешће скицама и минијатурама. Ипак, Нелијева је успешно дочарала једну од најпопуларнијих тема међу тадашњим сликарима у Фиренци, и ова слика је одушевила бројне савременике. Она је прва жена која је насликала ову библијску епизоду.
Што се тиче њене иконографије, битно је споменути Оплакивање Исуса, композицију урађену за капелу манастира Св. Катарине где је и живела. Иако је монахињама било забрањено изучавање мушке анатомије, сестра Плаутила се није придржавала овог правила, што објашњава изузетно стилизовани приказ Христовог тела на овом делу.